# 한스 우프트
한스 우프트(네덜란드어: Hans Ooft, 1947년 6월 27일 ~ )는 네덜란드의 전 축구 선수이자 지도자이다.

## 지도자 경력
1992년 일본 국가대표팀 감독으로 선임되었다. 1992년 AFC 아시안컵 우승에 기여했다.